# Cuq-Toulza

Cuq-Toulza este o comună în departamentul Tarn din sudul Franței. În 2009 avea o populație de 674 de locuitori.

## Evoluția populației
| An        | 1975 | 1982 | 1990 | 1999 | 2006 | 2009 |
| --------- | ---- | ---- | ---- | ---- | ---- | ---- |
| Populație | 515  | 517  | 546  | 519  | 572  | 674  |